# Pelourinho de Atouguia da Baleia
O Pelourinho de Atouguia da Baleia localiza-se na vila e freguesia de mesmo nome, município de Peniche, região Oeste portuguesa.
Está classificado como imóvel de interesse público desde 1933.
É um pelourinho de estilo manuelino, com base de quatro degraus, actualmente apenas são visíveis três; coluna; capitel facetado, decorado pelas armas heráldicas dos Condes de Atouguia, das quais apenas resta a memória de terem sido picadas após o processo dos Távora, e pinha decorada.
A extinção do concelho de Atouguia da Baleia, em 1836, que transportou para Peniche a sede administrativa da região, deixou para trás este marco histórico fundamental, herança de um passado de autonomia e pujança económica, social e política.
Este pelourinho situa-se no seu local original, rodeado pela Igreja Matriz de São Leonardo, pela actual sede da Junta de Freguesia, antiga Casa da Câmara, e pelo que resta do castelo de Atouguia da Baleia.